# Vione
Vione är en ort och kommun i provinsen Brescia i regionen Lombardiet i Italien. Kommunen hade 667 invånare (2018).